# Husby Sogn (Holstebro Kommune)
 For alternative betydninger, se Husby Sogn. (Se også artikler, som begynder med Husby Sogn)
Husby Sogn er et sogn i Ringkøbing Provsti (Ribe Stift).
I 1800-tallet var Sønder Nissum Sogn anneks til Husby Sogn. Begge sogne hørte til Ulfborg Herred i Ringkøbing Amt. Trods annekteringen var de to selvstændige sognekommuner. Ved kommunalreformen i 1970 blev både Husby og Sønder Nissum indlemmet i Ulfborg-Vemb Kommune, der ved strukturreformen i 2007 indgik i Holstebro Kommune.
I Husby Sogn ligger Husby Kirke.
I sognet findes følgende autoriserede stednavne:
- Bavnebjerg (areal)
- Bækby (bebyggelse)
- Dommersø (areal)
- Græm (bebyggelse)
- Hulveje (bebyggelse)
- Husby (bebyggelse)
- Husby Klit (areal, bebyggelse, ejerlav)
- Husby Klitplantage (areal)
- Husby Sø (vandareal)
- Mose (bebyggelse)
- Nørby (bebyggelse)
- Nørresø (vandareal)
- Røjkær (bebyggelse)
- Øby (bebyggelse)
- Øhuse (bebyggelse)
- Øster Led (bebyggelse)
- Åhus (bebyggelse)